# Northumberlandstraße
Die Northumberlandstraße (englisch Northumberland Strait) ist eine Meerenge zwischen New Brunswick und Nova Scotia sowie Prince Edward Island (auch als Seeprovinzen zusammengefasst) im Osten Kanadas. Sie ist ein Teil des Sankt-Lorenz-Golfs. Die Westgrenze der Meerenge beginnt am North Cape auf Prinz Edward Island und endet am Point Escuminac in New Brunswick. Seine Ostgrenze wird durch die Linie zwischen East Point auf Prince Edward Island und Chéticamp in Nova Scotia festgelegt.
Die Northumberlandstraße gehört, da sie in einigen Bereichen bis zu 25 °C während der Sommermonate erreicht, zu den wärmsten Bereichen des Sankt-Lorenz-Golfs, trotzdem ist sie in den Wintermonaten zwischen Dezember bis April häufig von Meereis bedeckt. An ihrer engsten Stelle – der sogenannten Abegweit Passage – verbindet die 13 Kilometer lange Confederation Bridge seit 1997 Prince Edward Island mit dem kanadischen Festland.